# North Acton (London Underground)

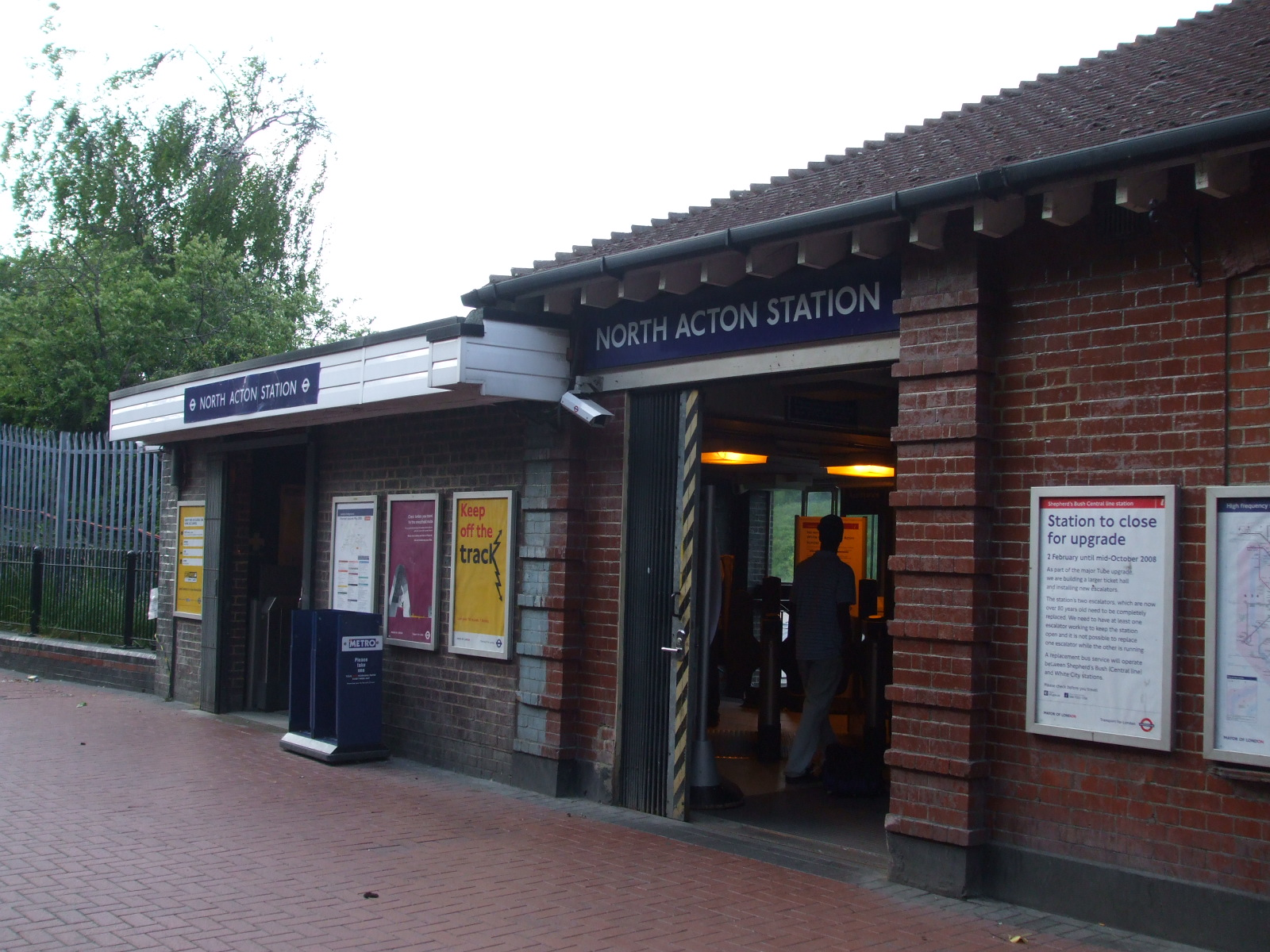
Eingang zur Station

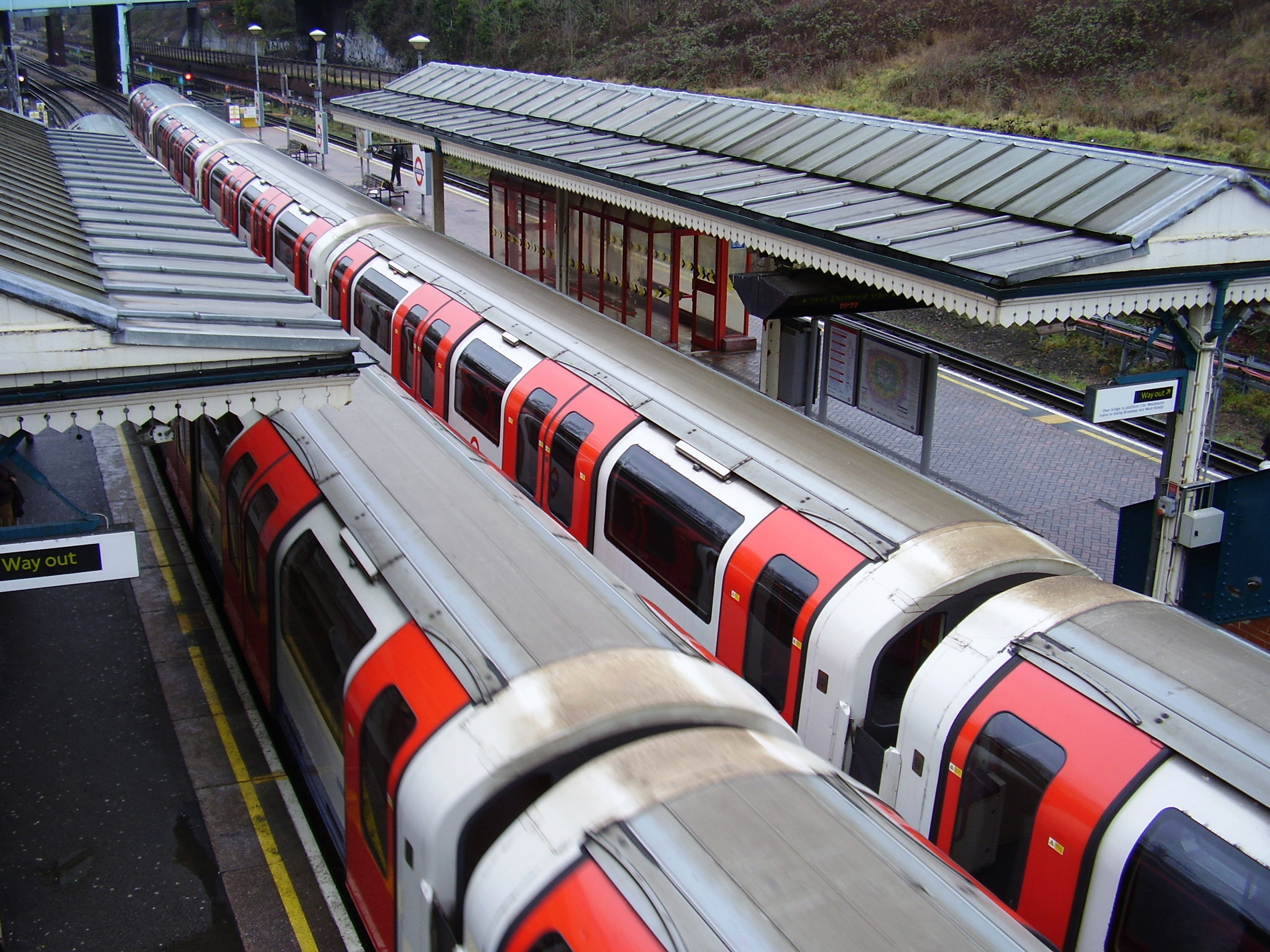
Zwei sich kreuzende U-Bahn-Züge

North Acton ist eine oberirdische Station der London Underground im Stadtbezirk London Borough of Ealing. Sie liegt an der Grenze der Travelcard-Tarifzonen 2 und 3 an der Victoria Road. Im Jahr 2013 nutzten 5,47 Millionen Fahrgäste die von der Central Line bediente Station.
Etwa sechshundert Meter weiter westlich verzweigt sich die Central Line in zwei Zweigstrecken nach Ealing Broadway und West Ruislip. Die Station besitzt einen Mittelbahnsteig und einen Seitenbahnsteig auf der Nordseite. Bedeutende Unternehmen wie The Carphone Warehouse Group und NEC haben sich in der Nähe niedergelassen, weshalb der Andrang für eine außerhalb des Zentrums gelegene Station relativ hoch ist.
Die Great Western Railway (GWR) und die Great Central Railway eröffneten 1903 die gemeinsam errichtete New North Main Line (NNML), der Haltepunkt North Acton folgte im darauf folgenden Jahr. 1917 nahm die GWR eine Zweigstrecke für den Güterverkehr zwischen North Acton und Ealing Broadway in Betrieb. Ab dem 3. August 1920 befuhren auch Züge der Central London Railway (Vorgängergesellschaft der Central Line) diese Zweigstrecke, hielten jedoch erst ab dem 5. November 1923 in North Acton. Eine Fußgängerbrücke verband die räumlich getrennten Stationsteile miteinander. Nachdem am 30. Juni 1947 die Central Line nach West Ruislip verlängert worden war, stellte die GWR die Bedienung ihrer Station an der NNML ein.